# NHL Centennial Classic

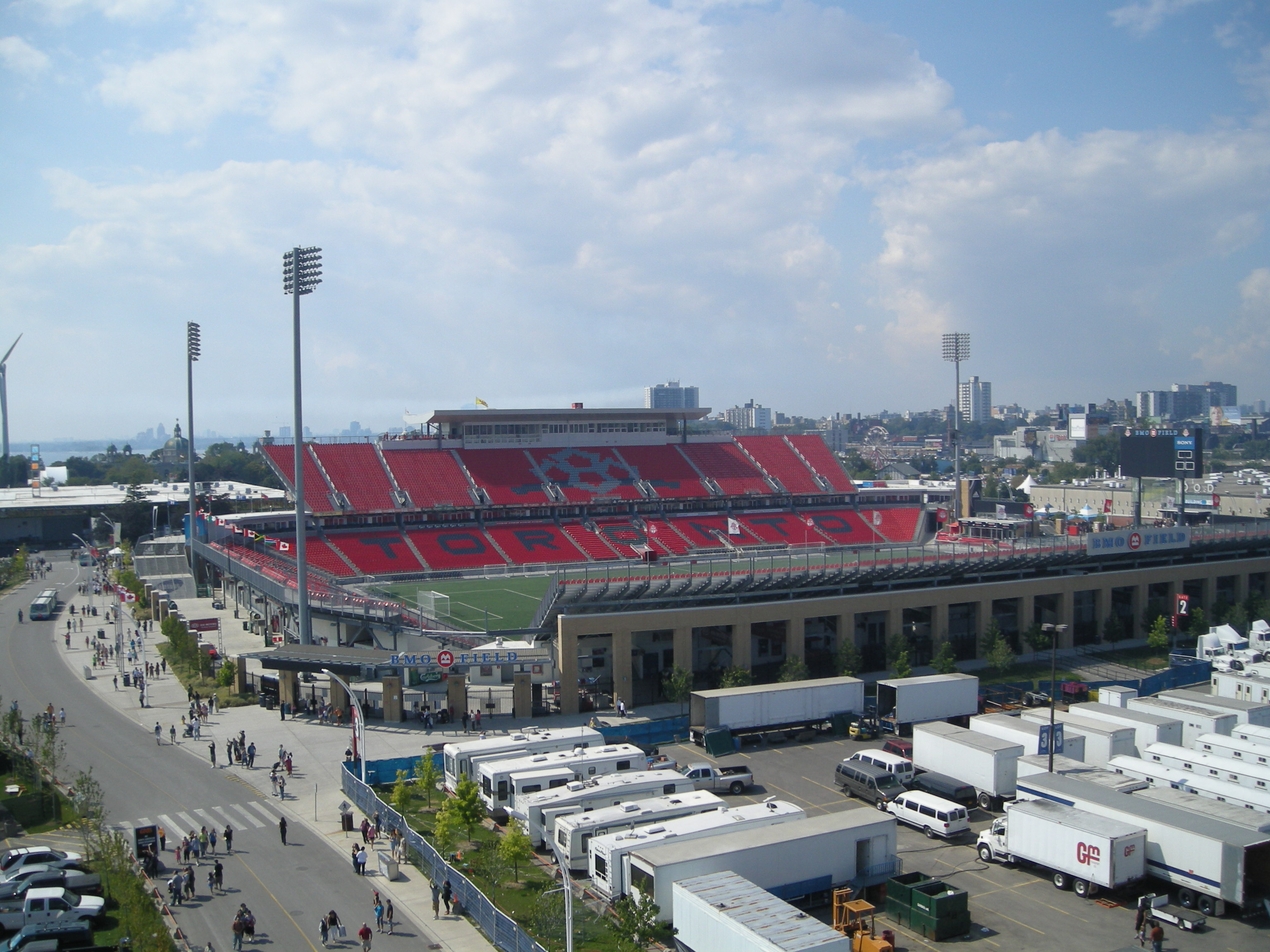
BMO Field

Das NHL Centennial Classic war ein Freiluft-Eishockeyspiel, das am 1. Januar 2017 im Rahmen der Saison 2016/17 der National Hockey League (NHL) ausgetragen wurde. Das Spiel wurde anlässlich des 100-jährigen Bestehens der Liga in Toronto im BMO Field zwischen Toronto Maple Leafs und Detroit Red Wings ausgetragen. Die Partie endete 5:4 nach Verlängerung für Toronto.

## Hintergrund

### Teilnehmende Mannschaften
Mit den Toronto Maple Leafs durfte ein Franchise das Jubiläumsspiel austragen, welches neben den Canadiens de Montréal das einzige ist, welches seit Gründung der NHL in der Liga vertreten ist. Um gute TV-Einschaltquoten zu erlangen, sollte ein US-amerikanisches Team der Gegner sein.
Ausgewählt wurden schließlich die Detroit Red Wings, welche wie die Maple Leafs Teil der Original Six, jenen sechs Mannschaften die seit der Erlangung des Exklusivrechts über die Ausspielung des Stanley Cup durch die National Hockey League in ihr vertreten sind. Dieselbe Paarung spielte bereits das NHL Winter Classic 2014 aus, welches Toronto mit 3:2 in der Overtime gewann.

### Sportliche Ausgangssituation
Vor dem Spiel hatten die Toronto Maple Leafs 35, die Detroit Red Wings 36 Spiele absolviert. Dabei lagen die Maple Leafs (16–12–7; 39 Punkte) in der Atlantic Division auf Rang sechs und somit einen Platz vor den Red Wings (16–16–4; 36 Punkte).

## Spiel

### Verlauf
Nach dem Führungstreffer für die Red Wings Anfang des zweiten Drittels, gelangen den Maple Leafs im dritten Drittel innerhalb von 11 Minuten vier unbeantwortete Treffer. Die Red Wings konnten 1:46 Minuten vor Schluss auf 3:4 verkürzen und schafften zwei Sekunden vor dem Ende noch den Ausgleich zum 4:4 durch Anthony Mantha, der bereits zum 0:1 erfolgreich war. In der Overtime erzielte Auston Matthews das Siegtor für Toronto, der vorher schon zum 4:1 traf.

### Statistik
| 1. Januar 2017 15:52 Uhr | Toronto Maple Leafs Leo Komarov (41:23) Mitchell Marner (48:23) Connor Brown (49:34) Auston Matthews (52:05) Auston Matthews (63:40) | 5:4 OT (0:0, 0:1, 4:3, 1:0) Spielbericht | Detroit Red Wings Anthony Mantha (25:33) Jonathan Ericsson (53:54) Tomáš Tatar (58:14) Anthony Mantha (59:58) | BMO Field, Toronto, Ontario Zuschauer: 40.148 |